# Kirpichni (Tijoretsk, Krasnodar)
Kirpichni (del ruso: Кирпичный) es un posiólok del raión de Tijoretsk del krai de Krasnodar, en Rusia. Está situado en las llanuras de Kubán-Priazov, en la orilla derecha del Chelbas, frente a Shkolni, 7 km al sudeste de Tijoretsk y 121 km al nordeste de Krasnodar, la capital del krai. Tenía 38 habitantes en 2010.
Pertenece al municipio Alekséyevskoye.